# ميلان-سان ريمو 2018
ميلان-سان ريمو 2018 (بالإنجليزية: 2018 Milan–San Remo)‏ هو سباق دراجات هوائية، وهو الموسم رقم 109 من السباق، وأقيم في 17 مارس 2018، وامتدّ لمسافة 294 كيلومتر، وهو أحد سباقات طواف العالم للدراجات 2018، وقد شارك في السباق 174 متسابقاً ووصل إلى نهايته 164 متسابقاً.
فاز فيه بالمركز الأول فينتشينزو نيبالي، وبالمركز الثاني كاليب إيوان، وبالمركز الثالث ارنو ديمار.

## الفرق
| فرق عالمية (18)- AG2R La Mondiale - Astana - Bahrain-Merida - BMC Racing Team - Bora-Hansgrohe - Dimension Data - EF Education First-Drapac p/b Cannondale - Groupama-FDJ - Katusha-Alpecin - Lotto NL-Jumbo - Lotto Soudal - Mitchelton-Scott - Movistar Team - Quick-Step Floors - Sky - Team Sunweb - Trek-Segafredo - UAE Team Emirates فرق قارية محترفة (7)- Bardiani CSF - Cofidis, Solutions Crédits - غازبروم روسفيلو ‏ - Israel Cycling Academy - نيبو-فيني فانتيني-يوربا أوفيني 2018 ‏ - نوفو نورديسك 2018 ‏ - ويلير تريستينا-سيل إيطاليا 2018 ‏ |  |
| |  |

## التصنيف العام النهائي
| التصنيف العام | التصنيف العام     | التصنيف العام | التصنيف العام    | التصنيف العام     |        |
| الدراج        | الدراج            | البلد         | الفريق           | الوقت             | السرعة |
| ------------- | ----------------- | ------------- | ---------------- | ----------------- | ------ |
| 1.            | فينتشينزو نيبالي  | إيطاليا       | البحرين ميريدا   | 7 س 18 دقيقة 43 ث |        |
| 2.            | كاليب إيوان       | أستراليا      | Mitchelton-Scott | + 0 ث             |        |
| 3.            | ارنو ديمار        | فرنسا         | Groupama-FDJ     | + 0 ث             |        |
| 4.            | ألكسندر كريستوف   | النرويج       | فريق الإمارات    | + 0 ث             |        |
| 5.            | يورغن رويلاندز    | بلجيكا        | بي إم سي راسينغ  | + 0 ث             |        |
| 6.            | بيتر ساجان        | سلوفاكيا      | بورا هانسغروه    | + 0 ث             |        |
| 7.            | مايكل ماثيوز      | أستراليا      | سنويب            | + 0 ث             |        |
| 8.            | ماغنوس كورت نيلسن | الدنمارك      | أستانا           | + 0 ث             |        |
| 9.            | سوني كولبريلي     | إيطاليا       | البحرين ميريدا   | + 0 ث             |        |
| 10.           | جاسبر ستوفين      | بلجيكا        | تريك سيغافريدو   | + 0 ث             |        |

## وصلات خارجية
- الموقع الرسمي
- ميلان-سان ريمو 2018 على موقع إحصائيات الدراجات الإحترافية (الإنجليزية)